# لوك باركر (دراج)
لوك باركر (بالإنجليزية: Luke Parker)‏ هو دراج أسترالي، ولد في 21 أكتوبر 1993 في ملبورن في أستراليا.